# Меч без імені (премія)
 «Меч без імені» — літературна премія, що присуджувалася за два найкращих дебюти в жанрі фантастики, написаних російською мовою. Премія існувала з 2001 по 2015 роки. Заснована російським видавництвом «Альфа-книга» з метою заохочення молодих і невідомих авторів, що працюють у жанрі гостросюжетної і гумористичної фантастики, і відродження найкращих традицій російської літератури..

## Склад журі
У складі журі були російські письменники-фантасти: Андрій Бєлянін, Роман Злотников, головний редактор видавництва «Альфа-книга» Володимир Маршавін.
Початково премія вручалася щорічно на початку вересня на фестивалі фантастики «Зоряний міст» у Харкові. З 2008 року — присуджувалася російським видавництвом «Альфа-книга» у Москві з оголошенням на сайті видавництва. Як нагороду переможець отримує Меч Без Імені (сувенірний меч) і срібний нагрудний знак «Меч Без Імені».

## Лауреати «Меча без імені»
- 2001 рік — Сергій Фрумкін, «Новий король Галактики»
- 2002 рік — Олексій Пехов, «Той, хто скрадається в тіні»
- 2003 рік — Ольга Громико, «Професія:відьма»
- 2004 рік — Віталій Зиков, «Безіменний раб»
- 2005 рік — Олександр Рудазов, «Архімаг»
- 2006 рік — Павло Корнєв, «Лід»
- 2007 рік — Сергій Малицький, «Місія для чужоземця»
- 2008 рік — Євген Красницкий, «Отрок. Онук сотника»
- 2009 рік — Андрій Круз, «Біля Великої ріки. Похід»
- 2010 рік — Анджей Ясинський, «Нік»
- 2011 рік — Ігор Дравін, «Чужинець. Учень»
- 2012 рік — Костянтин Калбазов, «Лицар. Царство Небесне»
- 2013 рік — Павло Кобилянський, «Перехрестя світів. Початок»
- 2015 рік — Д. Новожилов «Тридев'яте царство. Війна за трон», «Тридев'яте царство. Удар Святогора»